# Ihoud Bnei Sachnin
Hapoël Bne Sachnin (Hebreeuws: הפועל בני סכנין - "de arbeider zonen van Sachnin"; kortweg ook Bne Sachnin of zelfs Sachnin) is een Arabisch-Israëlische voetbalclub die in mei 2004 bekerkampioen werd tijdens een wedstrijd tegen de Israëlische Hapoel Haifa. Hiermee werd het de eerste Arabische club die Israël vertegenwoordigde bij de UEFA-Cup.
De club is genoemd naar Sachnin, een Israëlische stad met Arabisch-Israëlische bevolking, dat ongeveer 23 kilometer ten oosten van Akko ligt. Op het moment van de overwinning was het de enige club die nog geen eigen stadion had.
In het team van Bne Sachnin spelen Arabieren, Joden en buitenlanders (net als bij de andere bekerfinalist, Hapoel Haifa). De voorzitter van Sachnin, Maazan Ganim, na de 3-1-overwinning over Hapoël Haifa: "Veel mensen uit Galilea, Joden en Arabieren, komen ons aanmoedigen. Als er een voorbeeld voor vredige samenleving bestaat, dan is dat Sachnin".

## Nederlandse supportersvereniging
Een delegatie van de Nederlandse jongerenorganisatie ROOD, onder wie oud-SP-senator Driek van Vugt, bezocht Hapoël Bne Sachnin; de twee organisaties hebben een vriendschapsverklaring getekend en ROOD richtte een Nederlandse supportersclub op.

## Erelijst
- Beker van Israël

2004

## Eindklasseringen vanaf 2000
| Seizoen | Competitie  | Niveau | Eindstand | Beker        | Opmerking           |
| ------- | ----------- | ------ | --------- | ------------ | ------------------- |
| 1999/00 | Liga Leumit | II     | 4         | 8e ronde     |                     |
| 2000/01 | Liga Leumit | II     | 7         | 8e ronde     |                     |
| 2001/02 | Liga Leumit | II     | 6         | 8e ronde     |                     |
| 2002/03 | Liga Leumit | II     | 2         | kwartfinale  |                     |
| 2003/04 | Ligat Ha'Al | I      | 10        | winnaar      | < Hapoel Haifa: 4-1 |
| 2004/05 | Ligat Ha'Al | I      | 10        | 8e finale    |                     |
| 2005/06 | Ligat Ha'Al | I      | 12        | halve finale |                     |
| 2006/07 | Liga Leumit | II     | 2         | kwartfinale  |                     |
| 2007/08 | Ligat Ha'Al | I      | 4         | 9e ronde     |                     |
| 2008/09 | Ligat Ha'Al | I      | 9         | kwartfinale  |                     |
| 2009/10 | Ligat Ha'Al | I      | 7         | 8e finale    |                     |
| 2010/11 | Ligat Ha'Al | I      | 13        | 8e ronde     |                     |
| 2011/12 | Ligat Ha'Al | I      | 8         | 8e ronde     |                     |
| 2012/13 | Ligat Ha'Al | I      | 12        | kwartfinale  |                     |
| 2013/14 | Ligat Ha'Al | I      | 6         | 8e finale    |                     |
| 2014/15 | Ligat Ha'Al | I      | 7         | 8e ronde     |                     |
| 2015/16 | Ligat Ha'Al | I      | 5         | halve finale |                     |
| 2016/17 | Ligat Ha'Al | I      | 5         | 8e finale    |                     |
| 2017/18 | Ligat Ha'Al | I      | 11        | 8e ronde     |                     |
| 2018/19 | Ligat Ha'Al | I      | 14        | kwartfinale  |                     |
| 2019/20 | Liga Leumit | II     | 2         | 8e finale    |                     |
| 2020/21 | Ligat Ha'Al | I      | 12        | kwartfinale  |                     |
| 2021/22 | Ligat Ha'Al | I      | 6         | 8e finale    |                     |
| 2022/23 | Ligat Ha'Al | I      | 9         | 8e finale    |                     |
| 2023/24 | Ligat Ha'Al | I      | 6         | 8e ronde     |                     |
| 2024/25 | Ligat Ha'Al | I      | 10        | kwartfinale  |                     |
| 2025/26 | Ligat Ha'Al | I      | .         |              |                     |

## In Europa
Uitslagen vanuit gezichtspunt Hapoel Bnei Sachnin
| Seizoen | Competitie    | Ronde | Land                     | Club                   | Totaalscore | 1e W    | 2e W    | PUC |
| ------- | ------------- | ----- | ------------------------ | ---------------------- | ----------- | ------- | ------- | --- |
| 2004/05 | UEFA Cup      | 2Q    | Vlag van Albanië         | Partizan Tirana        | 6-1         | 3-0 (T) | 3-1 (U) | 2.0 |
|         |               | 1R    | Vlag van Engeland        | Newcastle United FC    | 1-7         | 0-2 (U) | 1-5 (T) | 2.0 |
| 2008    | Intertoto Cup | 2R    | Vlag van Noord-Macedonië | FK Renova Čepčište     | 3-1         | 2-1 (U) | 1-0 (T) | 0.0 |
|         |               | 3R    | Vlag van Spanje          | Deportivo de La Coruña | 1-3         | 1-2 (T) | 0-1 (U) | 0.0 |

Totaal aantal punten voor UEFA coëfficiënten: 2.0
Zie ook
- Deelnemers UEFA-toernooien Israël
- Ranglijst van alle clubs die in de diverse Europa Cups zijn uitgekomen

## Bekende (ex-)spelers
- Nastja Čeh
- Pieter Mbemba
- Nigel Hasselbaink